# 오키신촌
오키신촌(일본어: 沖新村)은 일본 구마모토현 호타쿠군에 설치되었던 촌이다.

## 역사
- 1889년 4월 1일 - 정촌제 시행에 의해 다쿠마군 오키신촌이 성립하였다.
- 1892년 - 아키타군과 합병해 호타쿠군이 되었다.
- 1927년 9월 13일 - 아리아케해 태풍으로 인한 해일로 64명 사망
- 1941년 1월 1일 - 나카지마촌, 오키신촌, 나카하라촌이 합병해 새로운 나카지마촌이 성립하였다.

## 참고 문헌
- 角川日本地名大辞典編纂委員会, 『角川日本地名大辞典 43 熊本県』1987, 角川書店